# Гайльдорф
Гайльдорф (нем. Gaildorf) — город (община) в государстве Баден-Вюртемберг, в Федеративной Республике Германия (ФРГ, Германия).
Гайльдорф подчинён административному округу Штутгарт. Входит в состав района Швебиш-Халль. Население составляет 12 332 человека (на 31 декабря 2010 года). Занимает площадь 62,56 км². Официальный код города (субъекта самоуправления) — 08 1 27 025. Город подразделяется на 10 городских районов. В городе протекает река Кохер. Гайльдорф является центром Лимпургского края. Через город проходит 49-я параллель северной широты, на той же широте в ФРГ находятся города Карлсруэ и Регенсбург, а в Северной Америке на ней находится госграница между Канадой и США.

## История
Из-за отсутствия археологических исследований, на территории города и его окрестностей, нет сведений о заселении Гайльдорфа до раннего средневековья, а первые упоминания Гайльдорфа относятся к 1255 году. Но известно, что в этих местах владел землями Вальтер фон Лимпург (умер 1249 году), соратник короля Генриха VII, а затем советник Конрада IV, и он от жены получил обширные земельные владения, где построил замок Лимпург недалеко от города Галль (Галль на Кохере). Его младшим сыном был Шенке фон Лимпург
В 1404 году населённый пункт получил городские и рыночные права от короля Рупрехта. В это время это была резиденция графа Лимпурга, позднее — графа Вальдек-Лимпурга. В 1434 году город получил свой герб, часть изображения которого (бревенчатый плот) присутствует на современном (от 192? года). 
По состоянию на 1500 год, город в составе графства входил в герцогство Франкония, а 2 июля 1500 года на Аугсбургском рейхстаге Германо-римская империя была разделена на шесть имперских округов, и они изначально были пронумерованы, Франконскому имперскому округу был присвоен номер 1, и Лимпургское имперское графство вошло в его состав, а его Имперский граф продолжил быть шенком императоров (виночерпий — должность, аналогичная кравчему) и как представитель графства Лимпург-Гайльдорф входил в состав рейхстага Германо-римской империи, в том числе и в 1521 году.
Во время Крестьянской войны в Германских землях, 1524 — 1525 годов, Гайльдорф является крупным центром восстания крестьян и горожан, а дольше всех сопротивлялся отряд крестьян, формирований Швабии и Южной Франконии, под названием «Черный отряд», во главе с Флорианом Гейером, который погиб в бою против войска Швабского союза 9 июня 1525 года у Халля и Гайльдорфа.
В 1758 году в Герцогстве Вюртемберг, во время административной реформы, было введено новое название административно-территориальной единицы Оберамт (Oberamt) вместо Амта (Amt), так был создан Оберамт Гайльдорф.
В 1802—1803 годах возник округ Халль, который включал преимущественно территорию бывшего имперского города Халль. На землях графства Лимпург в 1806 году был основан округ Гайльдорф, С этого же года Гайльдорф принадлежал Вюртембергу и являлся официальной резиденцией Оберамтс Гайльдорф. 
В истории города особым событием стал городской пожар в 1868 году, в результате которого пострадало около четверти города с 46 зданиями, что изменило первоначальную застройку Гайльдорфа. Пожар начался на почтовой станции и быстро распространился по центру города. Пожарные команды, из Гайльдорфа и вызванные из соседних поселений, ничего не могли сделать с большим пожаром. Помимо многих жилых домов, от пожара пострадали городская евангельская приходская церковь, а также замок Пюклер на нынешней Банхофштрассе, построенный в 1788 году. После пожара многие выразили готовности помочь в восстановлении город, но восстановление первоначальной средневековой застройки центра города была не возможна, и рыночная площадь была расширена, расширилась и нынешняя Банхофштрассе.
С созданием Германской империи, в 1871 году, в Вюртемберге началось развитие различных отраслей промышленности, но оно не затронуло Гайльдорф, который по-прежнему оставался сельскохозяйственным. В 1879 году, на Гессенталь и Мурхардт, была построена железнодорожная линия, которая соединила Гайльдорф с сетью королевских железных дорог Вюртемберга. Но предполагаемое железнодорожное сообщение от Гайльдорфа до Алена показалось государству настолько невыгодным, что только один участок, был введён в эксплуатацию частной железнодорожной компанией Вюртемберга в 1903 году.
В 1907 году было построено новое здание городской больницы которое было освящено и торжественно сдано в эксплуатацию.
Во времена Веймарской республики, сельское и лесное хозяйство были единственными отраслями экономики Гайльдорфа'. 
В Гайльдорфе, в 1920-х годах, выпускались монеты-медали (фарфоровые нотгельды) посвящённые вюртембергским городам, знаменитые «немецкие монеты из майолики» («Deutsche Majolikamünzen»).
В 1928 году был открыт Гайльдорфский конный рынок который должен был улучшить экономическое положение общины.
В 1934 году округ Гайльдорф был переименован в район (Kreise) и просуществовал до 1938 года. Законом, от 25 апреля 1938 года, об административном делении район был упразднён к 1 октября 1938 года и большая часть района Гайльдорф с Лимпургским краем вошла в состав района Бакнанг.
В пригороде, в 1978 году, проводился «Кросс наций» который выиграла сборная Союза ССР по мотоциклетному кроссу.

### Состав
Город подразделяется на 10 районов (городской район):
- Арва
- Уодендорф
- Миттельрот
- Фихтенберг
- Мюнстер
- Эльмюле
- Клайнальтдорф ?
- Оттендорф, с 1 июля 1971 года[4]
- Унтеррот, с 1 января 1972 года[4]
- Ютендорф, с 1 января 1974 года[4]

## Галерея

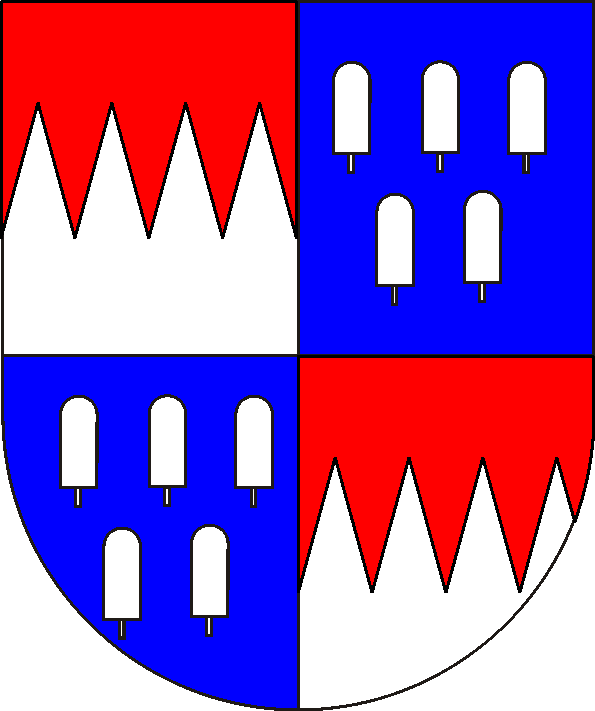
Герб имперских графов Лимпург (Лимпург-Гайльдорф).
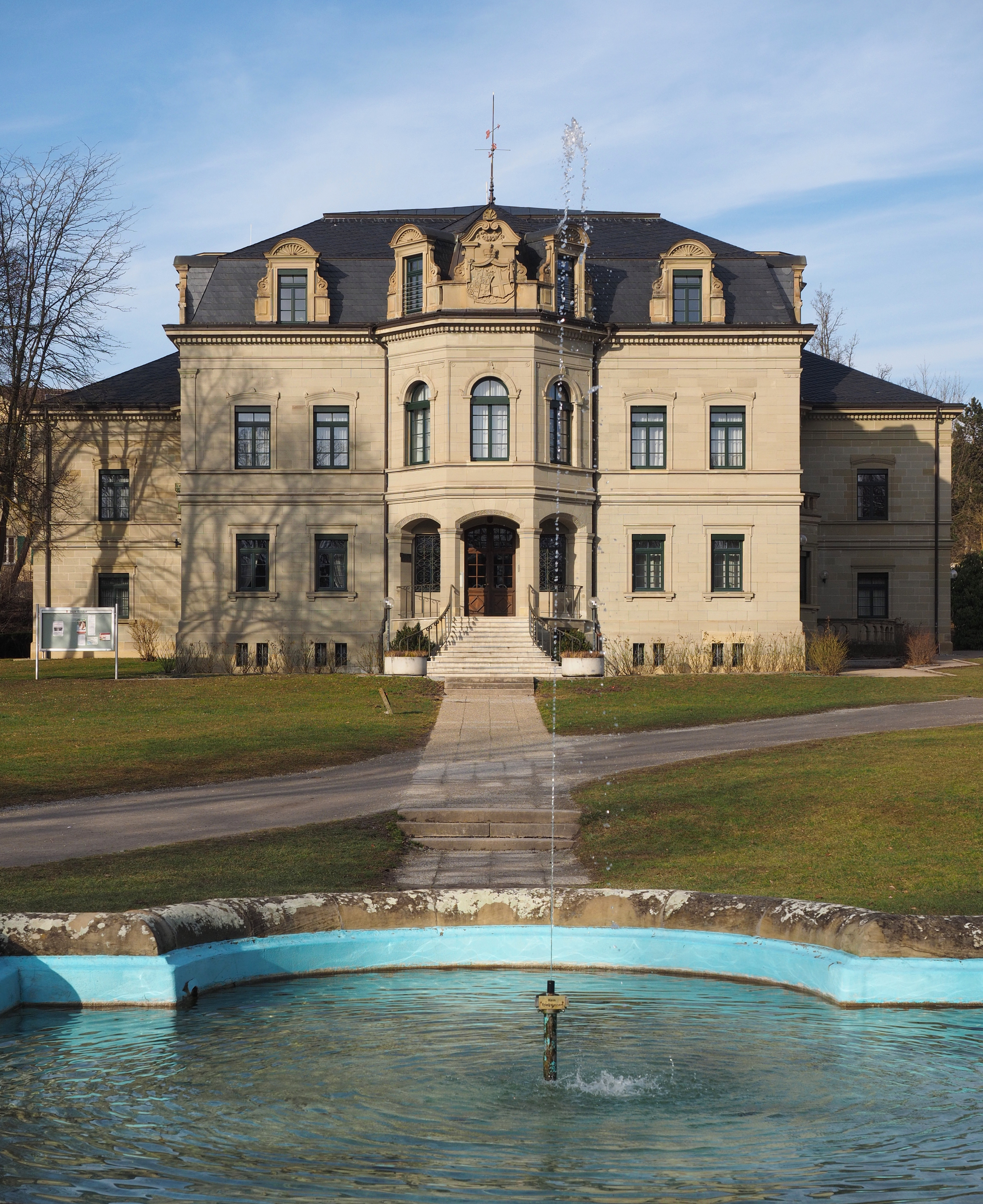
Здание Дома советов (Ратхауса).
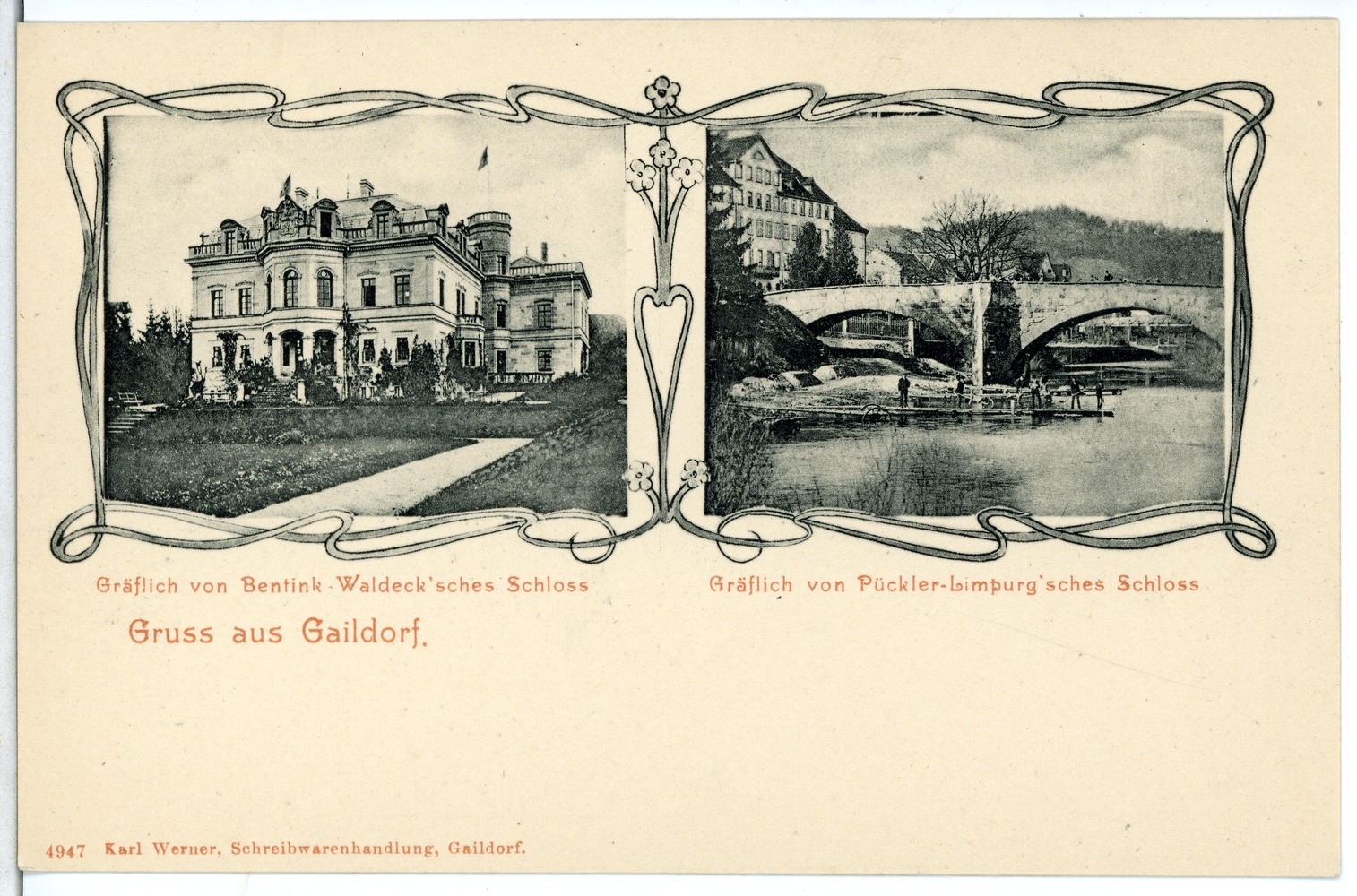
Гайльдорф, 1 января 1903 года.
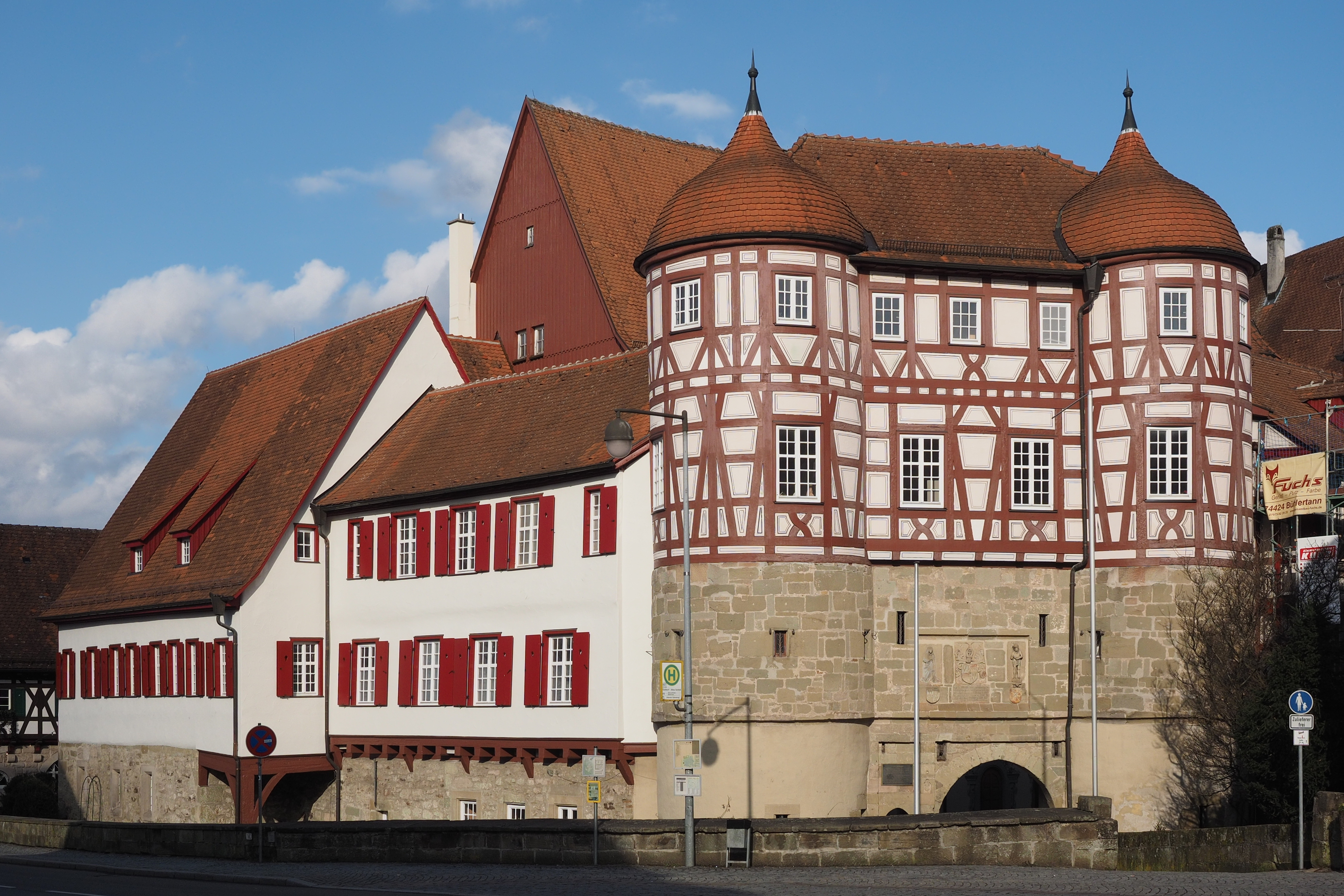
Старый замок. Был впервые упомянут, в качестве крепости, в договоре между Шенке Фридрих фон Лимпург и городом Галль в 1399 году[7].
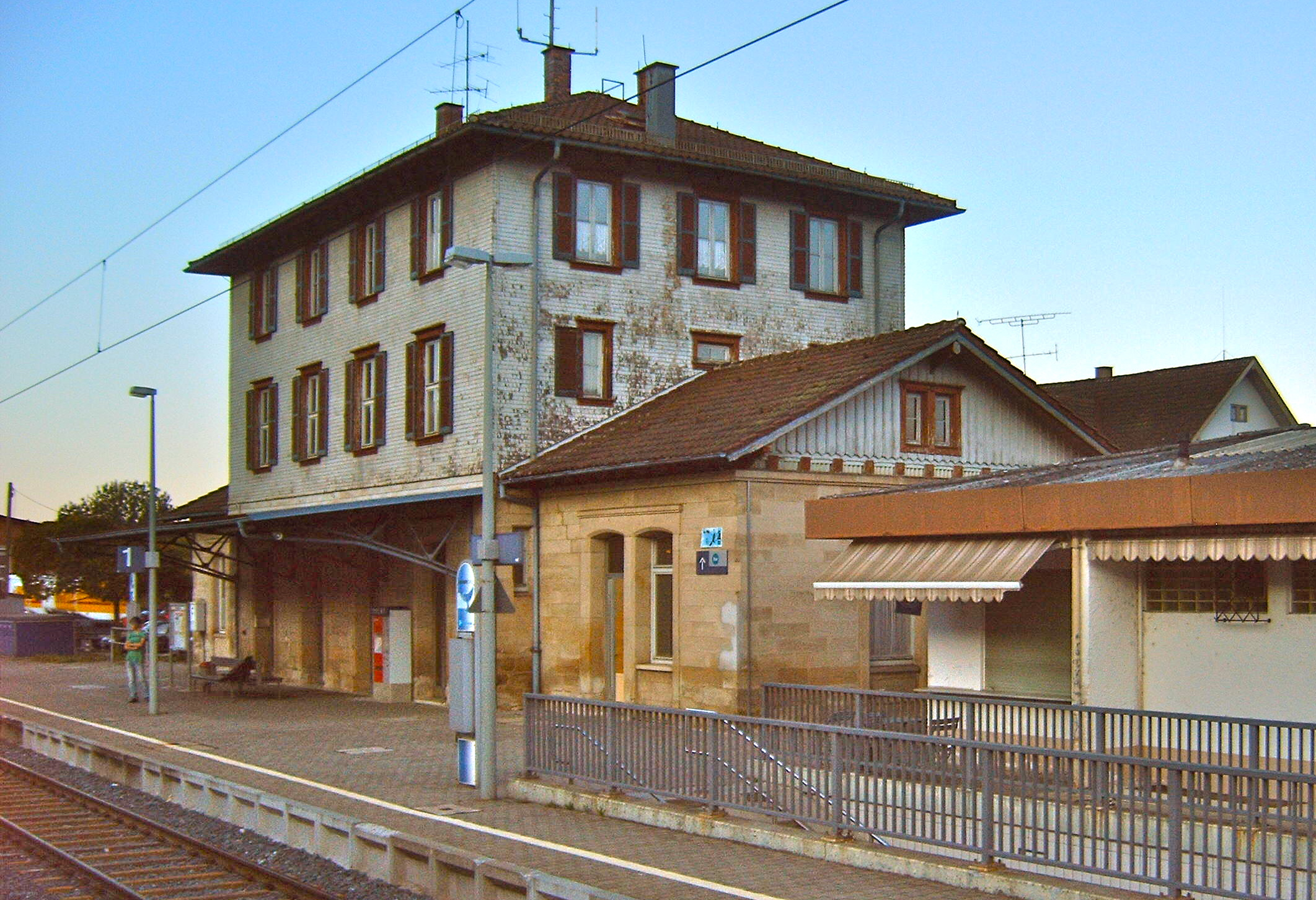
Здание железнодорожного вокзала Гайльдорф-Западный.
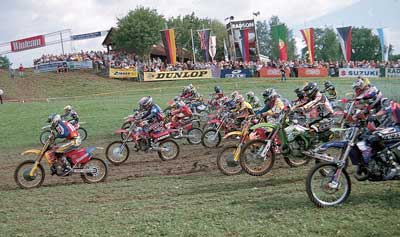
Старт мотокросса, 1999 год.

## Предприятия
- Bott GmbH & Co. KG — оснащение рабочих мест, производство стеллажей, оборудование мест для хранения инструмента, приспособлений и так далее в мастерских, в том числе и подвижных, на автомобильном шасси.
- Paul Stepham — производство клееных деревянных конструкций.
- Merz GmbH — производитель коммутационного и оборудования для тестирования, переносных распределительных устройств, используемых на строительных площадках.
- завод фирмы Rettenmeier.
- главная контора Брекингер-Мебель-Компонентен (БМК) ГмбХ.

## Ландшафт
С точки зрения ландшафта территория делится на плодородные равнинные участки (долины, поля, заливные луга) и кейперские горные (леса (Штрассенвальд и другие), невысокие нагорья, пастбища). Ландшафт отличается чередованием равнин и глубоко врезанных речных и ручейных долин с защищёнными лесом склонами. Город граничит с лесными массивами (заповедники): Франконско-Швабский (Швабско-Франконский) лес, Лимпургские горы (Лимпургские холмы), где можно совершать пешие и велосипедные прогулки. Около 2,5 километров к востоку-северо-востоку от Гайльдорф-Эйтендорф расположена гора Штрейтберг (514,4 метра), а около 1,5 км к западу от деревни Винценвайлер гора Гершель (522,1 метра). 